# Rubicon (dansgrupp)
Rubicon var en fri dansgrupp. Den grundades 1978 i Göteborg och var verksam fram till och med 1998. Medlemmarna var Gun Lund, Gunilla Witt och Eva Ingemarsson, samt Gunnel Johansson fram till mitten av 1980-talet.
Åren 1986–1992 drevs projektet "Stadens dansare". Rubicon var 1987 initiativtagare till att starta dansscenen Unga Atalante, numera känd som Atalante.